# Apsilochorema sutshanum
Apsilochorema sutshanum is een schietmot uit de familie Hydrobiosidae. De soort komt voor in het Palearctisch gebied.